# Новожизненский сельсовет (Ставропольский край)
Новожи́зненский сельсове́т — упразднённое сельское поселение в составе Будённовского района Ставропольского края России.

## География
Находится в центральной части Будённовского района.

## История
С 16 марта 2020 года, в соответствии с Законом Ставропольского края от 31 января 2020 г. № 5-кз, все муниципальные образования Будённовского муниципального района были преобразованы путём их объединения в единое муниципальное образование Будённовский муниципальный округ.

## Население
| 1989  | 2002  | 2010  | 2011  | 2012  | 2013  | 2014  |
| ----- | ----- | ----- | ----- | ----- | ----- | ----- |
| 2390  | ↗2478 | ↗2777 | ↘2773 | ↗2811 | ↘2800 | ↗2968 |
| 2015  | 2016  | 2017  | 2018  | 2019  | 2020  |       |
| ↗3199 | ↘3182 | ↘3161 | ↗3216 | ↘3208 | ↘3095 |       |

### Национальный состав
По итогам переписи населения 2010 года проживали следующие национальности (национальности менее 1 %, см. в сноске к строке «Другие»):
| Национальность | Численность | Процент |
| -------------- | ----------- | ------- |
| Русские        | 2362        | 85,06   |
| Даргинцы       | 159         | 5,73    |
| Немцы          | 61          | 2,20    |
| Другие         | 195         | 7,02    |
| Итого          | 2777        | 100,00  |

## Состав поселения
- Новая Жизнь (село, административный центр) — 1634[16]
- Чкаловский (посёлок) — 500[17]

## Местное самоуправление
- Совет депутатов сельского поселения Новожизненский сельсовет, состоит из 10 депутатов, избираемых на муниципальных выборах по одномандатным избирательным округам сроком на 5 лет.
- Администрация сельского поселения Новожизненский сельсовет

Главы поселения:
- Кухлевский Сергей Анатольевич (c 8 октября 2006 года)
- Рыбин Геннадий Николаевич[18]

## Инфраструктура
- Центр культуры, досуга и спорта
- Отделение связи
- Врачебная амбулатория
- Фельдшерский пункт

## Образование
- Детский сад № 4 «Колокольчик» (на 70 мест)
- Средняя общеобразовательная школа № 4[19] (на 300 мест)

## Экономика
- Экономику и промышленность округа составляют: СПК колхоз «Прикумский», участок «Сельводоканал», участок «Будённовскгазпромбытсервис», МУП ЖКХ «Коммунхоз», мельничный комплекс, станция налива нефти, подстанция «Будённовск-500».
- Имеются 12 торговых точек

## Русская православная церковь
- Церковь Прп. Серафима Саровского[20]

## Памятники
- Памятник воинам землякам, погибшим в годы гражданской и Великой отечественной войн. 1974 год[21]
- Братская могила советских воинов, погибших при обороне с. Новая Жизнь от фашистских захватчиков. 1942, 1949 года[22]